# Isola del Piano
Isola del Piano (Isla in dialetto gallo-piceno) è un comune italiano di 531 abitanti della provincia di Pesaro e Urbino nelle Marche.

## Geografia fisica
Il comune di Isola del Piano si trova su terreno collinare a ridosso dei monti delle Cesane, a sinistra del fiume Metauro. Ha fatto parte della comunità Montana del Metauro e dista 30 km da Fano.

## Storia
I primi documenti che citano Isola del Piano risalgono al XII secolo.
Nel 1284 la città, di parte ghibellina venne bruciata da parte di Rimini che invece era guelfa.
Negli anni seguenti, Isola del Piano passò sotto il Ducato di Urbino, finché nel 1574 andò ai Castiglioni di Mantova.

## Monumenti e luoghi d'interesse
- Monastero di Montebello, edificato dal beato Pietro Gambacorta da Pisa nel 1380 per i suoi eremiti e sede del museo della civiltà contadina, edificio oggetto d'attenzione di Gino Girolomoni a cui dedicherà uno dei suoi scritti.
- Chiesa dell'Annunziata, nota per la presenza di alcuni affreschi, di età rinascimentale (seconda metà del XV e inizi del XVI secolo), in parte dipinti dal padre di Raffaello, Giovanni Santi.
- Canonica di Castelgagliardo, edificata intorno all'anno 1300 con mura di cinta ottimamente conservate, ora sede del museo "Trecce e Intrecci"

## Società

### Evoluzione demografica
Abitanti censiti

### Etnie e minoranze straniere
Secondo i dati ISTAT al 1º gennaio 2023 la popolazione straniera residente era di 37 persone e rappresentava il 6,8% della popolazione residente. La comunità straniera più numerosa era quella tedesca con 10 persone, pari al 27,03% sul totale della popolazione straniera.

## Economia
Isola del Piano è molto conosciuta per la produzione di paste speciali provenienti da coltivazioni biologiche, assai diffuse nel comune. Importante è anche l'allevamento di bovini di razza marchigiana. Viene prodotto il Montepulciano,  il Sangiovese e il caratteristico vino di visciole. Ottima anche la produzione di olio extravergine. Sono presenti molti agriturismi e la sede dell'Associazione "Ambasciatori Territoriali dell'Enogastronomia" della regione Marche.
Vi nacque Gino Girolomoni, precursore dell'agricoltura biologica.
Vi si svolge annualmente il festival del cortometraggio "Corto e Mangiato" (fine marzo) che affronta tematiche relative al sociale e comunque legate al cibo. 
A fine maggio si tiene la manifestazione "La Nottebio" alla quale partecipano produttori biologici della regione e le migliori aziende Europee.

## Sport

### Calcio a 11
La squadra del luogo è denominata "Cesane", dal 2019 si è iscritta al campionato di Terza Categoria. Rappresenta un'unione sportiva tra Isola del Piano e Monteguiduccio, frazione del comune limitrofo di Montefelcino.

## Amministrazione
| Periodo           | Periodo           | Primo cittadino          | Partito              | Carica                  | Note        |
| ----------------- | ----------------- | ------------------------ | -------------------- | ----------------------- | ----------- |
| 22 luglio 1985    | 28 maggio 1990    | Adriano Paolo Battistoni | Democrazia Cristiana | Sindaco                 | [ 7 ]       |
| 29 maggio 1990    | 23 aprile 1995    | Adriano Paolo Battistoni | Democrazia Cristiana | Sindaco                 | [ 7 ]       |
| 24 aprile 1995    | 31 maggio 1995    | Adriano Paolo Battistoni | Centro-destra        | Sindaco                 | [ 7 ] [ 8 ] |
| 1º giugno 1995    | 19 novembre 1995  | Giuliana Longo           |                      | Commissaria prefettizia | [ 7 ]       |
| 20 novembre 1995  | 16 aprile 2000    | Natale Bartolucci        | Centro-destra        | Sindaco                 | [ 7 ]       |
| 17 aprile 2000    | 3 aprile 2005     | Adriano Paolo Battistoni | Centro-sinistra      | Sindaco                 | [ 7 ]       |
| 4 aprile 2005     | 28 marzo 2010     | Adriano Paolo Battistoni | Centro-sinistra      | Sindaco                 | [ 7 ]       |
| 29 marzo 2010     | 31 maggio 2015    | Giuseppe Paolini         | Isola nel Mondo      | Sindaco                 | [ 7 ]       |
| 1º giugno 2015    | 22 settembre 2020 | Giuseppe Paolini         | Isola nel Mondo      | Sindaco                 | [ 7 ]       |
| 22 settembre 2020 | in carica         | Giuseppe Paolini         | Isola nel Mondo      | Sindaco                 | [ 7 ] [ 9 ] |